# Aplopsora tanakae
Aplopsora tanakae är en svampart som först beskrevs av Seiya Ito, och fick sitt nu gällande namn av Buriticá & J.F. Hennen 1998. Aplopsora tanakae ingår i släktet Aplopsora och familjen Chaconiaceae.   Inga underarter finns listade i Catalogue of Life.